# 할리나 믈린코바
할리나 믈린코바(Halina Mlynkova, 1977년 6월 22일 ~ )는 체코 출생 폴란드의 가수이다.